# Canton de Lorient-Sud
Le canton de Lorient-Sud est une ancienne division administrative française, située dans le département du Morbihan et la région Bretagne.

## Composition
Le canton de Lorient-Sud se composait d’une fraction de la commune de Lorient. Il compte 20 387 habitants (population municipale) au 1er janvier 2012.
| Nom                 | Code Insee | Intercommunalité         | Population (dernière pop. légale)               |
| ------------------- | ---------- | ------------------------ | ----------------------------------------------- |
| Lorient (chef-lieu) | 56121      | CA Lorient Agglomération | Fraction : 20 387(2012) Commune : 57 662 (2014) |

## Histoire
Le canton est créé en 1982 à la faveur d'une réorganisation des cantons de Lorient-I et Lorient-II
| Période | Période | Identité       | Étiquette | Qualité                                                              |
| ------- | ------- | -------------- | --------- | -------------------------------------------------------------------- |
| 1982    | 2015    | Yves Lenormand | PS        | Professeur des écoles (retraité) Premier adjoint au Maire de Lorient |

Un nouveau découpage territorial du Morbihan entre en vigueur à l'occasion des élections départementales de 2015. Il est défini par le décret du 21 février 2014, en application des lois du 17 mai 2013 (loi organique 2013-402 et loi 2013-403).

En vertu de ce nouveau découpage, les 3 cantons qui constituaient la ville de Lorient (Centre, Nord et Sud) sont supprimés au profit des cantons de Lorient-1 (Nord) et Lorient-2 (Sud), dont les bureaux centralisateurs sont basés à Lorient. Ces deux nouveaux cantons sont chacun composés d'une fraction de la commune de Lorient ; le canton de Lorient-2 s'est également vu adjoindre la commune insulaire de Groix (formant l'ancien canton de Groix).

## Démographie
| 1982 | 1990   | 1999   | 2006   | 2011   | 2012   |
| ---- | ------ | ------ | ------ | ------ | ------ |
| -    | 21 265 | 22 366 | 21 269 | 20 147 | 20 387 |